# Anthodiscus peruanus
Anthodiscus peruanus é uma planta nativa do Equador, Peru e México.